# Nevada (Iowa)
Nevada è una città degli Stati Uniti d'America, situata nello Stato dell'Iowa, nella Contea di Story, della quale è il capoluogo.